# 拉特蘭方尖碑
拉特蘭方尖碑（Lateran Obelisk）是世界上現存最大的古埃及方尖碑，也是義大利最高的方尖碑，重455噸。拉特蘭方尖碑在4世紀時被運到羅馬。 